# Rassemblement des Démocrates Nationaux Progressistes
Die Rassemblement des Démocrates Nationaux Progressistes (RDNP; Haitianisch-Kreolisch Rasanbleman Demokrat Nasyonal Pwogresis yo, Sammlung fortschrittlicher nationaler Demokraten) ist eine Partei in Haiti. Sie ist Mitglied der Christlich-Demokratischen Organisation Amerikas. Sie wurde im Jahr 1979 von Leslie Manigat im Exil gegründet. Vorsitzende ist die Witwe des Parteigründers, Mirlande Manigat, die dieses Amt nach der Ermordung von Éric Jean Baptiste seit dem 28. Oktober 2022 erneut ausübt.

## Geschichte
In den 1970er Jahren setzte sich Leslie Manigat vom Ausland aus für die Opposition gegen die rechte Diktatur des Jean-Claude Duvalier ein und gründete im Jahr 1979 die Sammlungsbewegung fortschrittlicher nationaler Demokraten, die Rassemblement des démocrates nationaux progressistes (RDNP). Nach dem Sturz des Diktators kandidierte er bei den Wahlen, die am 29. November 1987 stattfinden sollten, aber abgebrochen werden mussten.
Daraufhin kandidierte er erneut bei den Wahlen am 17. Januar 1988 für seine Partei und wurde am 7. Februar 1988 Präsident der Republik. Allerdings konnte er nur ein halbes Jahr regieren, bevor ihn ein Militärputsch aus dem Amt entfernte.
Leslie Manigat kandidierte im Jahr 2006 erneut, unterlag jedoch deutlich gegenüber René Préval. Nach dieser Niederlage übergab er den Parteivorsitz an seine Ehefrau Mirlande Manigat, die bei den Präsidentschaftswahlen des Jahres 2010 als Kandidatin antrat. Im ersten Wahlgang lag sie mit 31,37 Prozent der Stimmen vor Michel Martelly, wurde von diesem jedoch im zweiten Wahlgang geschlagen.
Die Partei steht für ein christdemokratisch-liberales Programm. Sie wurde insbesondere von der protestantischen Kirche und von Intellektuellen unterstützt, fand jedoch bei der jüngeren Generation wenig Anklang, da sie als den Eliten nahestehend galt.
Zur Wahl 2015 übergab Manigat den Parteivorsitz an den Geschäftsmann Éric Jean Baptiste, der im ersten Wahlgang mit 3,63 Prozent der Stimmen ausschied. Nachdem Baptiste im Oktober 2022 Opfer eines Attentats geworden war, übernahm Manigat erneut den Vorsitz der RDNP.